# Frente de Libertação e Independência Nacional da Guiné
Die Frente de Libertação e Independência Nacional da Guiné (deutsch: Befreiungsfront der nationalen Unabhängigkeit von Guinea), teilweise auch bezeichnet als  Frente de Luta pela Independência Nacional da Guiné (Kampffront der nationalen Befreiung von Guinea), abgekürzt FLING, war eine kleinere afrikanische Unabhängigkeitsbewegung in Portugiesisch-Guinea, dem heutigen Guinea-Bissau.
Sie wurde während Portugals Kolonialkrieg 1962 als Gegengewicht zur größeren  Befreiungsbewegung PAIGC gegründet und vertrat eher sozialdemokratische Positionen. Sie wurde unterstützt von den USA und Senegal (unter dem Regime Senghors) und hatte auch ihren Sitz in der senegalesischen Hauptstadt Dakar. Innerhalb Portugiesisch-Guineas beschränkte sich ihr Einfluss auf Teile des kleinen Manjago-Volkes. Nach der hauptsächlich von der PAIGC erkämpften Unabhängigkeit (1974) und in ohnmächtiger Opposition gegen die alleinregierende PAIGC versank die FLING nach dem Sturz Senghors (1980) allmählich in der Bedeutungslosigkeit, ihre Reste gingen 1991 in einem Oppositionsbündnis auf bzw. wurden unter Parteichef François Katengul Mendy offiziell zugelassen. Ab 2004 hat die Partei nicht mehr an den Wahlen teilgenommen.